# Peary Mohon Debbarman
Peary Mohon Debbarman (* 6. Februar 1887 in Agartala, Tripura; † 8. Januar 1925 in Lakhnau, Uttar Pradesh), auch P. M. Debbarman genannt, war ein indischer Botaniker. Sein offizielles botanisches Autorenkürzel lautet „Debb.“.

## Leben und Wirken
Nach seiner Graduierung zum Bachelor of Science arbeitete Debbarman ab 1913 als Kurator im Herbarium des Indian Botanical Garden in Haora, der zur Regierungsinstitution Botanical Survey of India gehört. 1920 wurde er Fellow of the Linnean Society.
Debbarman verfasste wissenschaftliche Beiträge zur rotblühenden Seerose Nymphaea rubra und zu mehreren neu entdeckten indischen Pflanzentaxa, darunter zur vermutlich ausgestorbenen Art Sterculia khasiana, die im Journal of the Bombay Natural History Society, im Journal of the Indian Botanical Society, im Report of the Botanical Survey of India, im Journal of Heredity und in den Proceedings of the Linnean Society veröffentlicht wurden.